# Мосгорпарк
Государственное казённое учреждение «Объединенная дирекция по развитию парков культуры и отдыха города Москвы» (ГКУ «Объединенная дирекция «Мосгорпарк») — учреждение в структуре Департамента культуры города Москвы, координирующее деятельность парков культуры и отдыха города Москвы. Мосгорпарк создан для реализации государственной программы города Москвы «Развитие индустрии отдыха и туризма на 2012—2018 годы».
Мосгорпарк курирует благоустройство и развитие парковых территорий, подведомственных Департаменту культуры города Москвы, в том числе создание новой инфраструктуры, сервисов и услуг, а также организацию мероприятий и регулярных занятий.
Мосгорпарк является членом World Urban Parks. World Urban Parks — международная организация, объединяющая парки в международную базу данных для обмена опытом с другими парками мира.

## История
Мосгорпарк был основан в октябре 2011 года по инициативе бывшего руководителя Департамента культуры города Москвы Сергея Александровича Капкова по поручению Мэра Москвы Сергея Семеновича Собянина в структуре Департамента культуры города Москвы. В 2013 году Мосгорпарк выступал координатором по организации совещаний Совета по развитию общественных пространств при Мэре Москвы (неформальная площадка для обсуждения проектов развития парков, пешеходных улиц, площадей и других общественных пространств. Участники Совета: архитекторы, урбанисты, дизайнеры, представители общественных площадок и организаций, а также представители исполнительной власти города — министры Правительства и руководители Департаментов Москвы). В октябре 2014 года Мосгорпарк вступил в Международную ассоциацию парков IFPRA (преобразованную в 2015 году в World Urban Parks) 20 ноября 2024 года находится в процессе ликвидации, а все парки передали префектурам.

## СМИ о Мосгорпарке
- Сергей Капков о Мосгорпарке
- Социальные сети Мосгорпарка и московских парков
- Мосгорпарк обустроит парки на окраинах Москвы
- Российская газета о создании Мосгорпарка
- Реклама летнего сезона в парках Москвы
- Директор Мосгорпарка Марина Люльчук для М24 — о зимних развлечениях в столичных парках (недоступная ссылка)
- Директор Мосгорпарка Марина Люльчук для М24 — о субботниках и подготовке парков к лету (недоступная ссылка)
- Директор Мосгорпарка Марина Люльчук для Мосленты: «Наши парки — для всех»
- От первого лица: Марина Люльчук для Культуры Москвы
- Интервью директора Мосгорпарка Михаила Алехина: «Мосгорпарк» — координатор программы развития индустрии отдыха и туризма"